# Jimmy Simouri
Jimmy Simouri (ur. 7 stycznia 1989 w Toamasinie) – madagaskarski piłkarz grający na pozycji napastnika w klubie Saint-Denis FC.